# Atchonsa
Atchonsa ist ein Arrondissement im Departement Ouémé im westafrikanischen Staat Benin. Es ist eine Verwaltungseinheit, die der Gerichtsbarkeit der Kommune Bonou untersteht.

## Demografie und Verwaltung
Gemäß der Volkszählung 2013 des beninischen Statistikamtes INSAE hatte das Arrondissement 8322 Einwohner, davon waren 4050 männlich und 4272 weiblich.
Von den 34 Dörfern und Quartieren der Kommune Bonou (Benin)| entfallen sieben auf Atchonsa:
1. Agbomahan
2. Agonhoui
3. Agonkon
4. Atchonsa-Centre
5. Dogba
6. Dogba-Hè
7. Gboa